# Істфорд (Коннектикут)
Істфорд (англ. Eastford) — місто (англ. town) в США, в окрузі Віндем штату Коннектикут. Населення — 1649 осіб (2020).

## Демографія
Згідно з переписом 2010 року, у місті мешкало 1749 осіб у 690 домогосподарствах у складі 500 родин. Було 793 помешкання
Расовий склад населення:
| - 96,1 % — білих - 1,0 % — азіатів - 0,3 % — корінних американців - 0,2 % — чорних або афроамериканців |

До двох чи більше рас належало 1,7 %. Частка іспаномовних становила 2,6 % від усіх жителів.
За віковим діапазоном населення розподілялося таким чином: 21,1 % — особи молодші 18 років, 65,4 % — особи у віці 18—64 років, 13,5 % — особи у віці 65 років та старші. Медіана віку мешканця становила 44,8 року. На 100 осіб жіночої статі у місті припадало 106,2 чоловіків;  на 100 жінок у віці від 18 років та старших — 102,6 чоловіків також старших 18 років.
Середній дохід на одне домашнє господарство  становив 95 089 доларів США (медіана — 84 375), а середній дохід на одну сім'ю — 107 850 доларів (медіана — 94 453). Медіана доходів становила 63 802 долари для чоловіків та 56 528 доларів для жінок. За межею бідності перебувало 3,0 % осіб, у тому числі 0,0 % дітей у віці до 18 років та 6,0 % осіб у віці 65 років та старших.
Цивільне працевлаштоване населення становило 923 особи. Основні галузі зайнятості: освіта, охорона здоров'я та соціальна допомога — 25,1 %, виробництво — 16,6 %, науковці, спеціалісти, менеджери — 9,9 %, роздрібна торгівля — 7,9 %.